# GPR126
گیرندهٔ شمارهٔ ۱۲۶ جفت‌شونده با پروتئین جی (انگلیسی: G protein-coupled receptor 126) که با نام‌های VIGR و DREG هم شناخته می‌شود، یک پروتئین است که در انسان توسط ژن «ADGRG6» کُدگذاری می‌شود.
این گیرنده یکی از اعضای خانوادهٔ بزرگ «گیرنده‌های جفت‌شونده با پروتئین جی، ویژهٔ چسبندگی» است و به میزان زیادی در سلول‌های بنیادی مزانشیمی بیان می‌شود.
یکی از کارهای احتمالی این پروتئین، دخالت در تعیین قد انسان (به‌ویژه اندازهٔ تنهٔ بدن)، عملکرد ریوی، و بروز «کژپشتی نوجوانی با علت نامشخص» باشد. در موش‌ها، این پروتئین با رشد و تکامل ستون مهره‌ها و غضروف‌های بدن مرتبط است.
علاوه بر «کژپشتی نوجوانی با علت نامشخص»، جهش در ژنِ تولیدکنندهٔ این پروتئین با بروز «آرتروگریپوزیس چندگانهٔ مادرزادی» در ارتباط است.